# Vellalar
 (juin 2024).
Si vous disposez d'ouvrages ou d'articles de référence ou si vous connaissez des sites web de qualité traitant du thème abordé ici, merci de compléter l'article en donnant les références utiles à sa vérifiabilité et en les liant à la section « Notes et références ».
 (août 2022).
 (août 2022).
Les Vellalars mudaliar (en tamoul : வெள்ளாள முதலியார்) sont à l'origine une caste d'élite du Tamil Nadu de hauts fonctionnaires et grands propriétaires terriens qui se regroupent essentiellement en Inde, plus précisément au Tamil Nadu, au Kerala et dans le nord et l’Est du Sri Lanka (péninsule de Jaffna). Ils constituent depuis des temps immémoriaux, la noblesse tamil,,Les Vellalars avaient pour usage d'occuper des postes de ministres, d'officiers militaires au sein des administrations et armées des différents royaumes tamils (comme Chera, Chola, Pandya).
Ils étaient des mécènes de la littérature et des arts. Les Vellalars constituaient la majorité des chefs de gouvernement et des administrateurs du sud de l'Inde pendant la période britannique.
Aujourd'hui, les Vellalars sont des propriétaires agricoles, des officiers militaires, des hommes d'affaires, des érudits tamouls et des patrons de temple. Ils sont considérés par le gouvernement indien comme une caste avancée[Lesquels ?]. La langue principale des Vellalars est le tamoul. Ils parlent également d'autres langues régionales telles que le malayalam, le télougou et le kannada.

## Historique
Les plus anciennes traces écrites mentionnant cette aristocratie terrienne remontent à plus de 2000 ans (littérature Sangam), mais la tradition védique et le Tolkappiyam , le premier des textes tamouls, veulent que cette caste descende des 18 familles Velirs de Dwarka (Gujarat) qui auraient accompagné le Rishi Agasthya dans sa quête vers le sud et font partie du clan Yadu. Installée en Inde méridionale, cette peuplade aurait sous les instructions du grand Rishi déforesté la région et cultivé les nouvelles terres. 
Certains de ses membres se proclament être les descendants des dirigeants des cités-États de la civilisation de la vallée de l'Indus ayant prospéré il y a 5000-4000 ans dans le nord-ouest de l'Inde et du Pakistan actuels ainsi que des héros de l'immense épopée du Mahābhārata dont l'histoire est censée se dérouler il y a 5000 ans.
Tous les Vellalars venaient à l'origine de l'État indien du Tamil Nadu. Certains ont migré vers d'autres États du sud de l'Inde tels que le Kerala et le Karnataka. Certains se sont installés dans la nation insulaire du Sri Lanka.
Les Vellalars sont endogames, c'est-à-dire qu'ils se marient au sein de leurs clans. Les fils héritent des biens de leurs parents. Beaucoup préfèrent utiliser leurs propres prêtres plutôt que des brahmanes dans les cérémonies importantes de la vie[Qui ?].
Les Vellalars authentiques représentent aujourd'hui moins de 5 % de la population de l'État du Tamil Nadu et 20 à 30 % des Tamils de la région de Jaffna au nord de Sri Lanka. Le pourcentage élevé de Vellalars dans la région de Jaffna s'explique par le fait que la majorité des chefs Vellalars ont fini par migrer dans cette région à la suite de la chute du dernier royaume Tamil au profit du royaume de Vijayanagar puis des sultanats musulmans[Information douteuse]. Ayant perdu leur position dominante, ils ont préféré rejoindre leurs frères de Jaffna. Il est reconnu de par le monde et par les Tamils que c'est dans la région de Jaffna que le tamil est utilisé dans sa version la plus pure (tamil littéraire)[non neutre]. 
De confession hindouiste, ils appartiennent pour la plupart à la branche Shaiva Siddhanta qui consiste à vénérer Shiva. Ils ont de tous temps joué un rôle important dans la préservation de cette religion, de la littérature tamoule et ont fourni un grand nombre de sages et intellectuels. Quelques populations vellalars sont chrétiens d’obédience catholique, une communauté issue des activités missionnaires dans les régions côtières.

## Listes des sous-castes
| Sous castes des Vellalars | Sous castes des Vellalars                                                                               | Sous castes des Vellalars        | Sous castes des Vellalars                    | Sous castes des Vellalars |
| Nom                       | Zone en Inde                                                                                            | Autres pays                      | Métiers historiques                          | Observations |
| ------------------------- | --- | -------------------------------- | -------------------------------------------- | --- |
| Arunattu Vellalar         | Tiruchirappalli, District de Namakkal                                                                   | Sri Lanka, Malaisie et Singapour | Rentier ou agronome                          | |
| Saiva Vellalar            | Kanchipuram, Vellore Villupuram, Thanjavur, Tiruchirapalli, Tirunelveli and Kumbakonam                  | Sri Lanka                        | Rentiers                                     | Leur noms de familles se terminent régulièrement par Pillai                                                                                                |
| Thuluva Vellalar          | Tamil Nadu, Andhra Pradesh ou Karnataka                                                                 |                                  |                                              | Caste provenant du royaume de Vijayanagara |
| Karkathar Vellalar        | Tanjore, Kumbakonam, Thirupanandal, Nagapattinam, Thiruvarur, Mayavaram, Trichy, Chidambaram, Cuddalore |                                  |                                              | |
| Kongu Vellalar            | Kongu Nadu                                                                                              |                                  |                                              | Haute caste ayant beaucoup participé à l'indépendance de l'Inde. Ils ont demandé à être reclassifiés en basse caste dans la constitution indienne en 1975. |
| Chozhia Vellalar          | Est du Tamil Nadu                                                                                       |                                  | Agronome                                     | |
| Veerakodi Vellalar        | Tamil Nadu                                                                                              |                                  |                                              | |
| Vellalar du Sri Lanka     | Aucune                                                                                                  | Sri Lanka                        | Marchand ou responsable de temple hindouiste | |
| Vellalar du Kerala        | Kerala                                                                                                  |                                  |                                              | |